# Wahlkreis Billstedt – Wilhelmsburg – Finkenwerder
Der Wahlkreis 2 Billstedt – Wilhelmsburg – Finkenwerder ist ein Wahlkreis zur Wahl der Hamburgischen Bürgerschaft und war 2008 und 2011 ein Wahlkreis zur Wahl der Bezirksversammlung im Bezirk Hamburg-Mitte. Er ist nach dem Hamburger Wahlrecht ein Mehrmandatswahlkreis, in dem fünf Bürgerschaftsabgeordnete in Direktwahl oder nach Wahlkreislisten gewählt werden.
Der Wahlkreis umfasst in geografischer Reihenfolge von Osten nach Westen die Hamburger Stadtteile Billstedt, Billbrook, Rothenburgsort, Veddel, Wilhelmsburg, Kleiner Grasbrook, Steinwerder, Waltershof und Finkenwerder. Der Wahlkreis erstreckt sich damit von der Landesgrenze zu Niedersachsen im Westen und Süden bis nach Schleswig-Holstein im Osten. Benachbarte Wahlkreise sind auf nördlicher Seite von Westen nach Osten Blankenese, Altona, Hamburg-Mitte und Wandsbek, sowie im Süden Süderelbe, Harburg und Bergedorf.

## Strukturdaten
Der Wahlkreis Billstedt – Wilhelmsburg – Finkenwerder ist mit etwa 145.000 Einwohnern der bevölkerungsreichste Bürgerschaftswahlkreis Hamburgs. Mit knapp 87.000 Wahlberechtigten liegt er hinter den Wahlkreisen Altona, Alstertal – Walddörfer, Bergedorf, Blankenese, Hamburg-Mitte und Barmbek – Uhlenhorst – Dulsberg an siebter Stelle von 17 Wahlkreisen. Die Wahlbeteiligung lag bei der vergangenen Bürgerschaftswahl 2025 mit 51,7 % unter der Gesamtbeteiligung in Hamburg mit 67,6 %. Billstedt – Wilhelmsburg – Finkenwerder hatte damit, wie schon bei den vorherigen Wahlen, die niedrigste Beteiligung aller Wahlkreise.
Die Bevölkerungsdichte im Wahlkreis beträgt 1307 Einwohner/km². Diese im Verhältnis zu Hamburg mit 2294 Einwohner/km² geringe Einwohnerdichte ist in erster Linie darauf zurückzuführen, dass sich große Teile auf dem Gebiet des Hamburger Hafens befinden. Steinwerder, Waltershof, Billbrook und der kleine Grasbrook weisen keine oder kaum Wohnbebauung auf. Die unter 18-Jährigen bilden einen Anteil von 20,6 % an der Gesamtbevölkerung (Hamburg 15,7 %), die über 65-Jährigen 16,0 % (18,8 %). Der Ausländeranteil liegt mit 27,3 % im Wahlkreis deutlich über dem Hamburger Durchschnitt von 14,8 %. Der Anteil ausländischer Schüler beträgt 35,2 % gegenüber durchschnittlich 15,6 % in Hamburg.
In der Sozialstruktur zeichnet sich der Wahlkreis durch einen überdurchschnittlichen Anteil an Leistungsempfängern nach dem Zweiten Buch Sozialgesetzbuch (Arbeitslosengeld II, sogenanntes Hartz IV), eine höhere Arbeitslosenquote und einen deutlich erhöhten Anteil von Sozialwohnungen aus. 34,2 % aller Wohnungen sind Sozialwohnungen (Hamburg 13,2 %). Jedem Einwohner steht eine Wohnfläche von 30,2 m² zur Verfügung (Hamburg 36,5 m²), die Wohnungen sind durchschnittlich 67,7 m² groß (71,8 m²). Der Anteil der sozialversicherungspflichtig Beschäftigten lag im Jahre 2006 mit 42,6 % unter dem Hamburger Durchschnitt von 47,3 %. Die Arbeitslosenquote lag im September 2006 bei 12,5 % und damit über der Quote von 7,8 % in ganz Hamburg. Ein großer Teil der Arbeitslosen erhält Leistungen nach dem Sozialgesetzbuch II (Hartz IV), im Gebiet des Wahlkreises waren es im Juni desselben Jahres 10,2 % der Bevölkerung, in Hamburg durchschnittlich 5,7 %. Von der Gesamtbevölkerung des Wahlkreises erhielt im September 2006 fast jeder Vierte Hartz-IV-Leistungen (23,6 %) gegenüber im Durchschnitt 11,9 % in Hamburg.
Die Kriminalitätsrate liegt leicht über dem Hamburger Durchschnitt. Die Zahl der gesamten Straftaten je 1000 Einwohner beträgt 152 (Hamburg 137 je 1000 Einwohner), die Zahl der Gewaltdelikte sieben (Hamburg fünf) und die Zahl der Diebstähle 68 je 1000 Einwohner (Hamburg 63).

## Bürgerschaftswahlen

### Bürgerschaftswahl 2025
Zur Bürgerschaftswahl traten im Wahlkreis Billstedt – Wilhelmsburg – Finkenwerder folgende Parteien, Wählergruppen und Einzelkandidaten mit Wahlkreisbewerbern an (Reihenfolge wie auf dem Stimmzettel):
- SPD (10 Kandidaten)
- CDU (10 Kandidaten)
- FDP (10 Kandidaten)
- DieWahl - WFG (8 Kandidaten)
- Die Linke (3 Kandidaten)
- AfD (3 Kandidaten)
- Grüne (2 Kandidaten)
- Volt (1 Kandidat)
- DAVA (1 Kandidat)
- Süleyman Cevik (Einzelbewerber)

84.906 Personen waren wahlberechtigt. Jeder Wähler hatte fünf Stimmen für die Landesliste und fünf Stimmen für die Wahlkreislisten. Diese fünf Stimmen konnten beliebig auf die Kandidaten (Wahlkreis und Landesliste) und Gesamtlisten (nur Landeslisten) der Parteien verteilt werden. Die Wahlbeteiligung betrug 51,7 Prozent. 1,3 Prozent der abgegebenen Stimmzettel für die Landesliste sowie 2,1 Prozent der Stimmzettel für die Wahlkreislisten waren ungültig. Für die Landeslisten wurden 214.728 gültige Stimmen abgegeben, für die Wahlkreislisten insgesamt 211.593.
Gewählte Abgeordnete:
- Baris Önes (SPD)
- Michael Weinreich (SPD)
- David Erkalp (CDU)
- Kay Jäger (Linke)
- Benjamin Mennerich (AfD)

| Partei         | Landesliste Parteistimmen in Prozent | Wahlkreisliste in Prozent | Landesliste Parteistimmen | Landesliste Listenstimmen | Landesliste Persönlichkeitsstimmen | Wahlkreisliste |
| -------------- | ------------------------------------ | ------------------------- | ------------------------- | ------------------------- | ---------------------------------- | -------------- |
| SPD            | 38,6                                 | 37,3                      | 82.839                    | 21.201                    | 60.788                             | 78.924         |
| CDU            | 14,6                                 | 15,8                      | 31.308                    | 12.743                    | 18.240                             | 33.452         |
| FDP            | 1,4                                  | 1,7                       | 3.028                     | 1.243                     | 1.770                              | 3.538          |
| DieWahl - WFG  | 0,4                                  | 1,4                       | 961                       | 184                       | 772                                | 2.898          |
| Die Linke      | 15,0                                 | 16,5                      | 32.117                    | 17.983                    | 13.929                             | 34.969         |
| AfD            | 11,5                                 | 12,5                      | 24.775                    | 14.013                    | 10.547                             | 26.424         |
| GRÜNE          | 10,0                                 | 8,7                       | 21.403                    | 12.089                    | 9.249                              | 18.485         |
| Volt           | 2,0                                  | 2,7                       | 4.336                     | 2.499                     | 1.832                              | 5.796          |
| DAVA           | 2,6                                  | 2,5                       | 5.655                     | 1.463                     | 4.077                              | 5.234          |
| Süleyman Cevik |                                      | 0,9                       |                           |                           |                                    | 1.873          |

Auf die Landeslisten der Parteien ohne eigene Wahlkreislisten entfielen 3,8 Prozent der abgegebenen gültigen Stimmen.

### Bürgerschaftswahl 2020
Zur Bürgerschaftswahl traten im Wahlkreis Billstedt – Wilhelmsburg – Finkenwerder folgende Parteien Wählergruppen und Einzelkandidaten mit Wahlkreisbewerbern an (Reihenfolge wie auf dem Stimmzettel):
- SPD (10 Kandidaten)
- CDU (8Kandidaten)
- Die Linke (9 Kandidaten)
- FDP (4 Kandidaten)
- GRÜNE (2 Kandidaten)
- AfD (1 Kandidat)
- Freie Wähler (1 Kandidat)

86.656 Personen waren wahlberechtigt. Jeder Wähler hatte fünf Stimmen für die Landesliste und fünf Stimmen für die Wahlkreislisten. Diese fünf Stimmen konnten beliebig auf die Kandidaten (Wahlkreis und Landesliste) und Gesamtlisten (nur Landeslisten) der Parteien verteilt werden. Die Wahlbeteiligung betrug 47,5 %. 1,7 % der abgegebenen Stimmzettel für die Landesliste sowie 3,4 % der Stimmzettel für die Wahlkreislisten waren ungültig. Für die Landeslisten wurden 199.638 gültige Stimmen abgegeben, für die Wahlkreislisten insgesamt 194.090.
Gewählte Abgeordnete:
- Ralf Neubauer (SPD)
- Annkathrin Kammeyer (SPD)
- David Erkalp (CDU)
- Mehmet Yıldız (Die Linke)
- Gerrit Fuß (Grüne)

| Partei       | Landesliste Parteistimmen in Prozent | Wahlkreisliste in Prozent | Landesliste Parteistimmen | Landesliste Listenstimmen | Landesliste Persönlichkeitsstimmen | Wahlkreisliste |
| ------------ | ------------------------------------ | ------------------------- | ------------------------- | ------------------------- | ---------------------------------- | -------------- |
| SPD          | 47,1                                 | 44,4                      | 94.021                    | 30.908                    | 60.643                             | 86.180         |
| CDU          | 8,4                                  | 11,5                      | 16.853                    | 9.009                     | 7.524                              | 22.358         |
| Die Linke    | 12,0                                 | 15,4                      | 23.883                    | 13.437                    | 10.211                             | 29.941         |
| FDP          | 2,8                                  | 3,3                       | 5.640                     | 3.297                     | 2.238                              | 6.479          |
| Grüne        | 15,3                                 | 15,3                      | 30.589                    | 16.851                    | 13.403                             | 29.620         |
| AfD          | 8,1                                  | 8,6                       | 16.210                    | 11.441                    | 4.269                              | 16.637         |
| Freie Wähler | 0,6                                  | 1,5                       | 1.260                     | 846                       | 409                                | 2.875          |

Auf die Landeslisten der Parteien ohne eigene Wahlkreislisten entfielen 5,6 % der abgegebenen gültigen Stimmen.

### Bürgerschaftswahl 2015
Zur Bürgerschaftswahl traten im Wahlkreis Billstedt – Wilhelmsburg – Finkenwerder folgende Parteien Wählergruppen und Einzelkandidaten mit Wahlkreisbewerbern an (Reihenfolge wie auf dem Stimmzettel):
- SPD (10 Kandidaten)
- CDU (10 Kandidaten)
- Die Linke (6 Kandidaten)
- GRÜNE (5 Kandidaten)
- PIRATEN (4 Kandidaten)
- FDP (2 Kandidaten)
- NPD (1 Kandidat)
- AfD (1 Kandidat)
- Warum nicht! (1 Kandidat)

87.437 Personen waren wahlberechtigt. Jeder Wähler hatte fünf Stimmen für die Landesliste und fünf Stimmen für die Wahlkreislisten. Diese fünf Stimmen konnten beliebig auf die Kandidaten (Wahlkreis und Landesliste) und Gesamtlisten (nur Landeslisten) der Parteien verteilt werden. Die Wahlbeteiligung betrug 42,2 %. 4,5 % der abgegebenen Stimmzettel für die Landesliste sowie 4,7 % der Stimmzettel für die Wahlkreislisten waren ungültig. Für die Landeslisten wurden 173.740 gültige Stimmen abgegeben, für die Wahlkreislisten insgesamt 172.244.
Gewählte Abgeordnete:
- Hildegard Jürgens (SPD)
- Michael Weinreich (SPD)
- David Erkalp (CDU)
- Mehmet Yıldız (Die Linke)
- Murat Gözay (Grüne)

| Partei       | Landesliste Parteistimmen in Prozent | Wahlkreisliste in Prozent | Landesliste Parteistimmen | Landesliste Listenstimmen | Landesliste Persönlichkeitsstimmen | Wahlkreisliste |
| ------------ | ------------------------------------ | ------------------------- | ------------------------- | ------------------------- | ---------------------------------- | -------------- |
| SPD          | 51,3 %                               | 46,9 %                    | 89.091                    | 31.487                    | 57.604                             | 80.816         |
| CDU          | 13,2 %                               | 15,6 %                    | 22.964                    | 10.540                    | 12.424                             | 26.928         |
| Die Linke    | 10,1 %                               | 10,3 %                    | 17.486                    | 10.197                    | 7.289                              | 17.812         |
| FDP          | 4,2 %                                | 2,7 %                     | 7.272                     | 3.422                     | 3.850                              | 4.602          |
| Grüne        | 8,2 %                                | 11,3 %                    | 14.176                    | 7.694                     | 6.482                              | 19.478         |
| AfD          | 8,0 %                                | 8,3 %                     | 13.814                    | 10.031                    | 3.783                              | 14.344         |
| Piraten      | 2,0 %                                | 3,3 %                     | 3.502                     | 2.401                     | 1.101                              | 5.708          |
| NPD          | 0,6 %                                | 0,8 %                     | 1.045                     | 749                       | 296                                | 1.425          |
| Warum nicht! | N/A                                  | 0,7 %                     | N/A                       | N/A                       | N/A                                | 1.131          |

Auf die Landeslisten der Parteien ohne eigene Wahlkreislisten entfielen 2,4 % der abgegebenen gültigen Stimmen.

### Bürgerschaftswahl 2011
Zur Bürgerschaftswahl traten im Wahlkreis Billstedt – Wilhelmsburg – Finkenwerder folgende Parteien Wählergruppen und Einzelkandidaten mit Wahlkreisbewerbern an (Reihenfolge wie auf dem Stimmzettel):
- CDU (10 Kandidaten)
- SPD (10 Kandidaten)
- GRÜNE/GAL (10 Kandidaten)
- Die Linke (5 Kandidaten)
- FDP (5 Kandidaten)
- PIRATEN (2 Kandidaten)
- NPD (2 Kandidaten)
- ARP (1 Kandidat)

83.863 Personen waren wahlberechtigt. Jeder Wähler hatte fünf Stimmen für die Landesliste und fünf Stimmen für die Wahlkreislisten. Diese fünf Stimmen konnten beliebig auf die Kandidaten (Wahlkreis und Landesliste) und Gesamtlisten (nur Landeslisten) der Parteien verteilt werden. Die Wahlbeteiligung betrug 44,9 %. 5,3 % der abgegebenen Stimmzettel für die Landesliste sowie 4,9 % der Stimmzettel für die Wahlkreislisten waren ungültig. Für die Landeslisten wurden 175.617 gültige Stimmen abgegeben, für die Wahlkreislisten insgesamt 175.451.
Gewählte Abgeordnete:
- Heiko Hecht (CDU)
- Philipp-Sebastian Kühn (SPD)
- Metin Hakverdi (SPD)
- Jan-Hinrich Fock (SPD)
- Mehmet Yıldız (Die Linke)

| Partei    | Landesliste Parteistimmen in Prozent | Wahlkreisliste in Prozent | Landesliste Parteistimmen | Landesliste Listenstimmen | Landesliste Persönlichkeitsstimmen | Wahlkreisliste |
| --------- | ------------------------------------ | ------------------------- | ------------------------- | ------------------------- | ---------------------------------- | -------------- |
| CDU       | 19,7 %                               | 20,8 %                    | 34.550                    | 15.953                    | 18.597                             | 36.521         |
| SPD       | 54,3 %                               | 52,4 %                    | 95.302                    | 38.430                    | 56.872                             | 91.857         |
| GAL       | 6,7 %                                | 8,5 %                     | 11.841                    | 6.623                     | 5.218                              | 14.940         |
| Die Linke | 8,2 %                                | 8,8 %                     | 14.385                    | 7.801                     | 6.584                              | 15.413         |
| FDP       | 4,0 %                                | 3,5 %                     | 7.061                     | 3.568                     | 3.493                              | 6.206          |
| PIRATEN   | 2,7 %                                | 3,3 %                     | 4.716                     | 3.348                     | 1.368                              | 5.762          |
| NPD       | 1,8 %                                | 2,2 %                     | 3.241                     | 2.184                     | 1.057                              | 3.779          |
| ARP       | N/A                                  | 0,6 %                     | N/A                       | N/A                       | N/A                                | 973            |

Auf die Landeslisten der Parteien ohne eigene Wahlkreislisten entfielen 4,4 % der abgegebenen gültigen Stimmen.

### Bürgerschaftswahl 2008
Zur Bürgerschaftswahl in Hamburg 2008 traten im Wahlkreis sieben Parteien mit eigenen Wahlkreislisten und zwei Einzelbewerber an. Insgesamt bewarben sich 35 Kandidaten.
- CDU (9 Kandidaten)
- SPD (5 Kandidaten)
- GAL (5 Kandidaten)
- FDP (4 Kandidaten)
- Die Linke (7 Kandidaten)
- Deutsche Zentrumspartei (1 Kandidat)
- HeimatHamburg (2 Kandidaten)
- Ingo Böttcher (Einzelbewerber)
- Marouf Shadab (Einzelbewerber)

83.215 Personen waren wahlberechtigt. Jeder Wähler hatte eine Stimme für die Landesliste und fünf Stimmen für die Wahlkreislisten. Diese fünf Stimmen konnten beliebig auf die Kandidaten und Gesamtlisten der Parteien verteilt werden. Die Wahlbeteiligung betrug bei der Landesliste 50,9 % und bei den Wahlkreislisten 50,8 %. Der Wahlkreis hatte die niedrigste Wahlbeteiligung in Hamburg. 1,6 % der abgegebenen Stimmzettel für die Landesliste sowie 4,6 % der Stimmzettel für die Wahlkreislisten waren ungültig. Für die Landesliste wurden 41.706 gültige Stimmen abgegeben, für die Wahlkreislisten insgesamt 197.273 Stimmen. In Hamburg wurden 58,9 % der Stimmen als Listenstimmen für die Wahlkreislisten und 41,1 % als Persönlichkeitsstimmen für einzelne Kandidaten abgegeben. Nur in diesem Wahlkreis wurde mit 50,4 % die Mehrzahl der Stimmen als Persönlichkeitsstimmen abgegeben.
Die CDU gewann im Wahlkreis zwei Mandate. Der direkt gewählte Abgeordnete Heiko Hecht erhielt dabei 9105 Persönlichkeitsstimmen, David Erkalp, der über die CDU-Wahlkreisliste in die Bürgerschaft einzog, 6831 Persönlichkeitsstimmen. Die SPD gewann ebenso zwei Mandate. Metin Hakverdi wurde mit 20.721 Persönlichkeitsstimmen direkt gewählt. Er erzielte mit einem Persönlichkeitsstimmen-Anteil von 48,7 % das beste Ergebnis innerhalb der Hamburger SPD. Philipp-Sebastian Kühn, der 6238 Persönlichkeitsstimmen erhielt, zog über die Wahlkreisliste ein. Das fünfte Mandat gewann die Linke über ihre Wahlkreisliste. Elisabeth Baum, die 2597 Persönlichkeitsstimmen erhielt, zog für die Linke in die Bürgerschaft ein.
Die CDU erhielt in Hamburg durchweg mehr Landeslisten- als Parteistimmen. Die Differenz beträgt 3,6 %. Der Unterschied im Wahlkreis Billstedt – Wilhelmsburg – Finkenwerder beträgt 2,5 %. Das ist die zweitniedrigste Differenz in Hamburg. Die SPD erzielte mit 39,4 % Parteistimmen ihr bestes Wahlkreisergebnis in Hamburg. Die FDP erhielt mit 3,7 % Parteistimmen ihr schlechtestes Wahlkreisergebnis. Die Linke konnte in diesem Wahlkreis ein besseres Parteistimmenergebnis erzielen als die Grünen/GAL.
| Partei        | Landesliste in Prozent | Wahlkreisliste Parteistimmen in Prozent | Landesliste | Wahlkreisliste Parteistimmen | Wahlkreisliste Listenstimmen | Wahlkreisliste Persönlichkeitsstimmen |
| ------------- | ---------------------- | --------------------------------------- | ----------- | ---------------------------- | ---------------------------- | ------------------------------------- |
| CDU           | 39,0 %                 | 36,5 %                                  | 16.253      | 72.052                       | 39.826                       | 32.226                                |
| SPD           | 40,0 %                 | 39,4 %                                  | 16.698      | 77.815                       | 35.310                       | 42.505                                |
| GAL           | 5,2 %                  | 6,7 %                                   | 2.162       | 13.276                       | 5.813                        | 7.463                                 |
| FDP           | 3,3 %                  | 3,7 %                                   | 1.387       | 7.291                        | 4.116                        | 3.175                                 |
| Die Linke     | 8,3 %                  | 9,3 %                                   | 3.465       | 18.252                       | 9.700                        | 8.552                                 |
| Zentrum       | 0,2 %                  | 0,5 %                                   | 71          | 945                          | 357                          | 588                                   |
| HeimatHamburg | 0,8 %                  | 1,8 %                                   | 331         | 3.510                        | 2.106                        | 1.404                                 |
| Ingo Böttcher |                        | 1,9 %                                   |             | 3.724                        | 579                          | 3.145                                 |
| Marouf Shadab |                        | 0,2 %                                   |             | 408                          | 64                           | 344                                   |

1. 1 2  Parteistimmen sind die Summe der Listenstimmen und Persönlichkeitsstimmen.
2. ↑  Listenstimmen sind die für die Wahlkreisliste einer Partei abgegebenen Stimmen.
3. ↑  Persönlichkeitsstimmen sind die für einzelne Kandidaten abgegebenen Stimmen.

Auf die Landeslisten der Parteien ohne eigene Wahlkreislisten entfielen 3,2 % der abgegebenen gültigen Stimmen.

### Bürgerschaftswahlen 1966–2015
Die Bürgerschaftswahlen waren bis einschließlich 2004 reine Listenwahlen ohne Wahlkreise. Dargestellt werden deshalb im Zeitraum von 1966 bis 2004 (6.–18. Wahlperiode) die zusammengefassten Wahlergebnisse der Stadtteile im Wahlkreis. Für die Jahre ab 2008 (ab der 19. Wahlperiode) ist das Ergebnis der Landesliste, das für die Mehrheitsverhältnisse in der Bürgerschaft entscheidend ist, angegeben. Es werden nur die Parteien aufgeführt, die im dargestellten Zeitraum in mindestens einem Stadtteil des Wahlkreises einmal mehr als fünf Prozent der abgegebenen gültigen Wählerstimmen auf sich vereinen konnten. In der Summe kann das Ergebnis einer Wahl deshalb kleiner 100 Prozent sein. Alle Ergebnisse sind in Prozent angegeben.
| Partei             | 1966 | 1970 | 1974 | 1978 | 6/1982 | 12/1982 | 1986 | 1987 | 1991 | 1993 | 1997 | 2001 | 2004 | 2008 | 2011 | 2015 |
| ------------------ | ---- | ---- | ---- | ---- | ------ | ------- | ---- | ---- | ---- | ---- | ---- | ---- | ---- | ---- | ---- | ---- |
| SPD                | 71,8 | 67,0 | 57,5 | 64,8 | 53,9   | 63,4    | 53,2 | 55,7 | 58,3 | 49,4 | 43,4 | 39,4 | 36,2 | 40,0 | 54,3 | 51,3 |
| CDU                | 21,0 | 24,3 | 30,3 | 27,7 | 34,9   | 30,3    | 36,1 | 35,2 | 29,1 | 18,7 | 25,1 | 21,2 | 43,8 | 39,0 | 19,7 | 13,2 |
| Die Linke          |      |      |      |      |        |         |      |      |      |      |      |      |      | 8,3  | 8,2  | 10,1 |
| Grüne              |      |      |      |      | 5,5    | 4,1     | 6,4  | 4,0  | 3,8  | 7,8  | 7,2  | 3,5  | 5,9  | 5,2  | 6,7  | 8,2  |
| AfD                |      |      |      |      |        |         |      |      |      |      |      |      |      |      |      | 8,0  |
| FDP                | 4,0  | 3,9  | 8,6  | 3,2  | 3,7    | 1,4     | 2,7  | 3,8  | 2,8  | 2,5  | 2,0  | 2,4  | 2,1  | 3,3  | 4,0  | 4,2  |
| PIRATEN            |      |      |      |      |        |         |      |      |      |      |      |      |      | 0,3  | 2,7  | 2,0  |
| Die PARTEI         |      |      |      |      |        |         |      |      |      |      |      |      |      | 0,2  | 0,7  | 1,1  |
| NPD                | 3,2  | 2,4  | 0,8  | 0,4  |        |         |      |      |      |      | 0,2  |      | 0,7  |      | 1,8  | 0,6  |
| DVU                |      |      |      |      |        |         |      |      |      | 4,7  | 10,3 | 1,5  |      | 1,8  |      |      |
| Pro DM/Schill      |      |      |      |      |        |         |      |      |      |      |      | 0,2  | 6,6  |      |      |      |
| Schill/Offensive D |      |      |      |      |        |         |      |      |      |      |      | 28,9 | 1,3  |      |      |      |
| STATT              |      |      |      |      |        |         |      |      |      | 4,7  | 3,3  | 0,5  |      |      |      |      |
| REP                |      |      |      |      |        |         |      |      | 2,5  | 8,4  | 3,6  | 0,2  |      |      |      |      |
| HLA                |      |      |      |      | 1,0    | 0,4     | 1,2  | 0,8  | 1,3  |      |      |      |      |      |      |      |

## Bezirksversammlungswahlen
Bei den Bezirksversammlungswahlen 2008 und 2011 entsprachen die Wahlkreise denen der Wahl zur Hamburgischen Bürgerschaft. Seit der Bezirksversammlungswahl 2014 gibt es eine neue Wahlkreiseinteilung mit mehr Wahlkreisen in anderer Abgrenzung.

### Wahl der Bezirksversammlung 2011
Zur Wahl der Bezirksversammlung Hamburg-Mitte traten im Wahlkreis Billstedt – Wilhelmsburg – Finkenwerder folgende Parteien Wählergruppen und Einzelkandidaten mit Wahlkreisbewerbern an (Reihenfolge wie auf dem Stimmzettel):
- SPD (30 Kandidaten)
- CDU (30 Kandidaten)
- GAL (13 Kandidaten)
- Die Linke (7 Kandidaten)
- FDP (7 Kandidaten)
- Mustafa Mesut Yasar (1 Kandidat)
- NPD (1 Kandidat)

Zur Wahl der Bezirksversammlung waren auch Staatsangehörige der Mitgliedstaaten der Europäischen Union wahlberechtigt. Die Anzahl der Wahlberechtigten war mit 92.219 Personen deshalb größer als bei der Bürgerschaftswahl. Die Möglichkeit zur Verteilung der Stimmen auf Gesamtlisten und einzelne Bewerber entsprach dem der Wahl zur Bürgerschaft. Die Wahlbeteiligung betrug 41,4 %. 6,0 % der abgegebenen Stimmzettel für die Bezirksliste sowie 6,6 % der Stimmzettel für die Wahlkreislisten waren ungültig. Für die Bezirkslisten wurden 176.972 gültige Stimmen abgegeben, für die Wahlkreislisten insgesamt 175.451.
| Partei              | Bezirksliste Parteistimmen in Prozent | Wahlkreisliste in Prozent | Bezirksliste Parteistimmen | Bezirksliste Listenstimmen | Bezirksliste Persönlichkeitsstimmen | Wahlkreisliste |
| ------------------- | ------------------------------------- | ------------------------- | -------------------------- | -------------------------- | ----------------------------------- | -------------- |
| SPD                 | 52,2 %                                | 52,7 %                    | 92.451                     | 57.031                     | 35.420                              | 92.653         |
| CDU                 | 20,0 %                                | 20,3 %                    | 35.316                     | 18.762                     | 16.554                              | 35.690         |
| GAL                 | 9,6 %                                 | 10,6 %                    | 17.047                     | 8.386                      | 8.661                               | 18.564         |
| Die Linke           | 8,7 %                                 | 9,6 %                     | 15.422                     | 9.475                      | 5.947                               | 16.843         |
| FDP                 | 3,6 %                                 | 3,7 %                     | 6.380                      | 3.623                      | 2.757                               | 6.443          |
| Mustafa Mesut Yasar | N/A                                   | 0,7 %                     | N/A                        | N/A                        | N/A                                 | 1.236          |
| NPD                 | 2,3 %                                 | 2,5 %                     | 4.022                      | 2.716                      | 1.306                               | 4.434          |

Auf die Bezirkslisten der Parteien ohne eigene Wahlkreislisten entfielen 3,6 Prozent der abgegebenen gültigen Stimmen.

### Wahl der Bezirksversammlung 2008
Zur Wahl der Bezirksversammlung Hamburg-Mitte traten im Wahlkreis sieben Parteien mit eigenen Wahlkreislisten und insgesamt 61 Kandidaten an.
- CDU (25 Kandidaten)
- SPD (15 Kandidaten)
- GAL (6 Kandidaten)
- FDP (5 Kandidaten)
- Die Linke (7 Kandidaten)
- Deutsche Zentrumspartei (1 Kandidat)
- HeimatHamburg (2 Kandidaten)

Zur Wahl der Bezirksversammlung waren auch Staatsangehörige der Mitgliedstaaten der Europäischen Union wahlberechtigt. Die Anzahl der Wahlberechtigten war mit 90.055 Personen deshalb größer als bei der Bürgerschaftswahl. Jeder Wähler hatte eine Stimme für die Landesliste und fünf Stimmen für die Wahlkreislisten. Diese fünf Stimmen konnten beliebig auf die Kandidaten und Gesamtlisten der Parteien verteilt werden. Die Wahlbeteiligung bei den Wahlkreislisten betrug 47,6 %. 5,7 % der abgegebenen Stimmzettel für die Wahlkreislisten waren ungültig. Insgesamt wurden 197.812 gültige Stimmen abgegeben. Der Wahlkreis hatte mit 50 % den höchsten Anteil von Persönlichkeitsstimmen (Hamburg 40 %). Die SPD erhielt 39,6 % der abgegebenen Parteistimmen und erzielte hier ihr bestes Wahlkreisergebnis.
| Partei        | Sitze gesamt | Sitze Liste | Sitze persönlich | Wahlkreisliste Parteistimmen in Prozent | Wahlkreisliste Parteistimmen | Wahlkreisliste Listenstimmen | Wahlkreisliste Persönlichkeitsstimmen |
| ------------- | ------------ | ----------- | ---------------- | --------------------------------------- | ---------------------------- | ---------------------------- | ------------------------------------- |
| CDU           | 6            | 3           | 3                | 37,1 %                                  | 73.383                       | 38.730                       | 34.653                                |
| SPD           | 6            | 3           | 3                | 39,6 %                                  | 78.240                       | 36.280                       | 41.960                                |
| GAL           | 1            | 0           | 1                | 7,7 %                                   | 15.147                       | 7.170                        | 7.977                                 |
| FDP           | 1            | 1           | 0                | 3,6 %                                   | 7.189                        | 3.814                        | 3.375                                 |
| Die Linke     | 1            | 1           | 0                | 9,8 %                                   | 19.301                       | 10.226                       | 9.075                                 |
| Zentrum       | 0            | 0           | 0                | 0,4 %                                   | 821                          | 474                          | 347                                   |
| HeimatHamburg | 0            | 0           | 0                | 1,9 %                                   | 3.731                        | 2.220                        | 1.511                                 |

## Belege
Wahlkreisbeschreibung
- Anlage zu § 18 Absatz 8. In: Gesetz über die Wahl zur hamburgischen Bürgerschaft (BüWG). Stand 21. Dezember 2010. Abgerufen am 30. Januar 2011.

Strukturdaten
- Statistisches Amt für Hamburg und Schleswig-Holstein (Hrsg.): Wahlkreis Billstedt – Wilhelmsburg – Finkenwerder. In: Wahl zur Hamburgischen Bürgerschaft 2008. Strukturdaten der Wahlkreise. (PDF; 68 KB)

Bürgerschafts- und Bezirksversammlungswahl 2011
- Landeswahlamt Hamburg (Hrsg.): Musterstimmzettel zur Bürgerschafts- und Bezirksversammlungswahl am 20. Februar 2011. Wahlkreis 2 Billstedt – Wilhelmsburg – Finkenwerder. S. 29–35, 53–61 (PDF; 1,17 MB).

Wahlergebnisse 2008
- Statistisches Amt für Hamburg und Schleswig-Holstein (Hrsg.): Wahlkreis 2 Billstedt – Wilhelmsburg – Finkenwerder. Landeslisten-Stimmen im Vergleich zur Bürgerschaftswahl 2004. In: Endgültiges Ergebnis der Bürgerschaftswahl Hamburg 2008. 6. März 2008 (PDF; 4,5 KB).
- Statistisches Amt für Hamburg und Schleswig-Holstein (Hrsg.): Wahlkreis 02 Billstedt – Wilhelmsburg – Finkenwerder. Parteistimmen. In: Endgültiges Ergebnis der Bürgerschaftswahl Hamburg 2008. 6. März 2008 (PDF; 10,6 KB).
- Statistisches Amt für Hamburg und Schleswig-Holstein (Hrsg.): Wahlkreis 2 Billstedt – Wilhelmsburg – Finkenwerder. Parteistimmen. In: Endgültiges Ergebnis der Bezirksversammlungswahl 2008. (PDF; 39,1 KB)
- Statistisches Amt für Hamburg und Schleswig-Holstein (Hrsg.): Wahlen zur Bürgerschaft und zu den Bezirksversammlungen am 24. Februar 2008. Band 1: Analyse. 2. Auflage. Hamburg, Oktober 2008, ISSN 1613-4974, S. 8–12, 16/17, 36 (PDF; 1,49 MB).
- Statistisches Amt für Hamburg und Schleswig-Holstein (Hrsg.): Wahlen zur Bürgerschaft und zu den Bezirksversammlungen am 24. Februar 2008. Band 2: Berechnung und Zuteilung der Mandate. Hamburg, September 2008, ISSN 1613-4974, S. 33, 65 (PDF; 925 KB).

Bürgerschaftswahlen 1966–2004
- Statistisches Amt für Hamburg und Schleswig-Holstein (Hrsg.): Bürgerschaftswahl. In: Wahldatenbank seit 1965. Abgerufen am 1. Januar 2008.

Einzelnachweise
1. ↑  Parteistimmen sind die Summe der Listenstimmen und Persönlichkeitsstimmen. Listenstimmen wurden für die Wahlkreisliste einer Partei abgegeben. Persönlichkeitsstimmen wurden für einzelne Kandidaten abgegeben. Jeder Wähler hatte fünf Stimmen, die beliebig verteilt werden konnten.
2. 1 2 3 4  Parteistimmen sind die Summe der Listenstimmen und Persönlichkeitsstimmen. Listenstimmen wurden für die Wahlkreisliste einer Partei abgegeben. Persönlichkeitsstimmen wurden für einzelne Kandidaten abgegeben. Jeder Wähler hatte fünf Stimmen, die beliebig verteilt werden konnten.
3. ↑  § 4 Gesetz über die Wahl zu den Bezirksversammlungen (BezVWG)

Hamburg-Mitte (1) |
Billstedt – Wilhelmsburg – Finkenwerder (2) |
Altona (3) |
Altona-West (4) |
Rotherbaum – Harvestehude – Eimsbüttel-Ost (5) |
Stellingen – Eimsbüttel-West (6) |
Lokstedt – Niendorf – Schnelsen (7) |
Eppendorf – Winterhude (8) |
Barmbek – Uhlenhorst – Dulsberg (9) |
Fuhlsbüttel – Alsterdorf – Langenhorn (10) |
Wandsbek (11) |
Bramfeld – Farmsen-Berne (12) |
Alstertal – Walddörfer (13) |
Rahlstedt (14) |
Bergedorf (15) |
Harburg (16) |
Süderelbe (17)